# Carl Prantl
Carl Prantl, Karl von Prantl, ou desde 1872, Cavaleiro de Prantl (Landsberg, 28 de janeiro de 1820 — Oberstdorf, 14 de setembro de 1888) foi um filósofo e filólogo alemão. Reconhecido internacionalmente por produzir obras sobre lógica filosófica, história, filosofia e história da filosofia, sua obra mais famosa foi o Geschichte  der  Logik  im  Abendlande (História da lógica no Ocidente) que o destacou como historiador da lógica.

## Vida e obra
Nascido em Landsberg am Lech, no estado da Baviera, Carl Prantl publicou inúmeros ensaios sobre história da filosofia, filosofia do direito e lógica. Em Munique, foi aluno de Friedrich Thiersch (1784-1860) e Leonhard Spengel (1803-1880), onde teve contato com os estudos sobre a Antiguidade clássica. Após obter o título de doutor em filosofia em 1843, mudou-se para Berlim, e conheceu o filólogo August Boeckh (1785-1867) e o filósofo Friedrich Adolf Trendelenburg (1802-1872), personalidades importantes que influenciaram a combinação entre a seriedade científica dos estudos filológicos com o papel da lógica que, em Prantl, resultaria em uma atitude crítica à concepção hegeliana da lógica. Em 1847, Carl Prantl retornou à Universidade de Munique e, em 1859, assumiu o cargo de professor de filologia, porém, apenas em 1864 é que recebeu a autorização para também lecionar filosofia.
Carl Prantl possuía forte tradição hegeliana, defendendo-a e amplificando-a em Die gegenwärtige Aufgabe der Philosophie (1852) e Verstehen und Beurteilen (1877). Além disso, foi um importante comentarista e estudioso de Aristóteles, publicando obras como Aristóteles über die Farben (1849), Aristóteles acht Bücher der Physik (1857) e vários outros artigos menores.
Em 1848, Carl Prantl foi eleito membro extraordinário da Academia de Ciências da Baviera, tornando-se membro comum em 1857. Em 1872, foi nomeado com a Cruz de Cavaleiro da Ordem do Mérito da Coroa da Baviera, sendo, a partir de então, conhecido como Cavaleiro de Prantl. A partir de 1874, fez parte da Academia de Ciências da Prússia sediada em Berlim como membro correspondente e, entre 1879 e 1880, assumiu o cargo de reitor da Universidade de Munique, falecendo apenas oito anos depois na cidade de Oberstdorf.